# Rincón de Soto
Rincón de Soto es un municipio español perteneciente a la comunidad autónoma de La Rioja, al este de la provincia, en la Rioja Baja, situado en la comarca de Alfaro. El norte del municipio está atravesado por el río Ebro.

## Historia
Excavaciones arqueológicas en el Alto de las Campanas han hallado un enterramiento correspondiente a la primera etapa de la Edad de Bronce.[cita requerida]
Según dejó escrito en el Apéndice a las Noticias Históricas de las Tres Provincias Vascongadas el ilustre Juan Antonio Llorente nacido en la localidad en el siglo XVIII, Rincón de Soto fue el lugar en donde, tras hacer las paces el rey Alfonso VII de Castilla con el rey García de Navarra y desposar a su hija con la hija de este rey, se realizó la donación de la villa de Nienzabas, despoblada ya en el siglo XIX. Ésta fue otorgada por el Rey Castellano el monasterio de Fitero el 25 de octubre de 1140.
También según Llorente, el 30 de mayo de aquel mismo año de 1140 el concejo de Calahorra donó una serna en la Recueja de Rincón de Soto a don García Zapata y a su mujer doña Sancha.
Posteriormente, en el siglo XIV, se menciona Rincón de Soto en el testamento de don Juan Ramírez de Arellano, otorgado en Soria el 29 de octubre de 1383. En él se recoge la donación para la fundación de unas capellanías en la Catedral de Calahorra de todas las heredades que tenía en esta ciudad y en la aldea de Rincón de Soto.
En el año 1596 y por un valor de 1200 ducados, se establecieron en este pueblo las bases para la construcción de una presa, que fue la primera de España.[cita requerida]

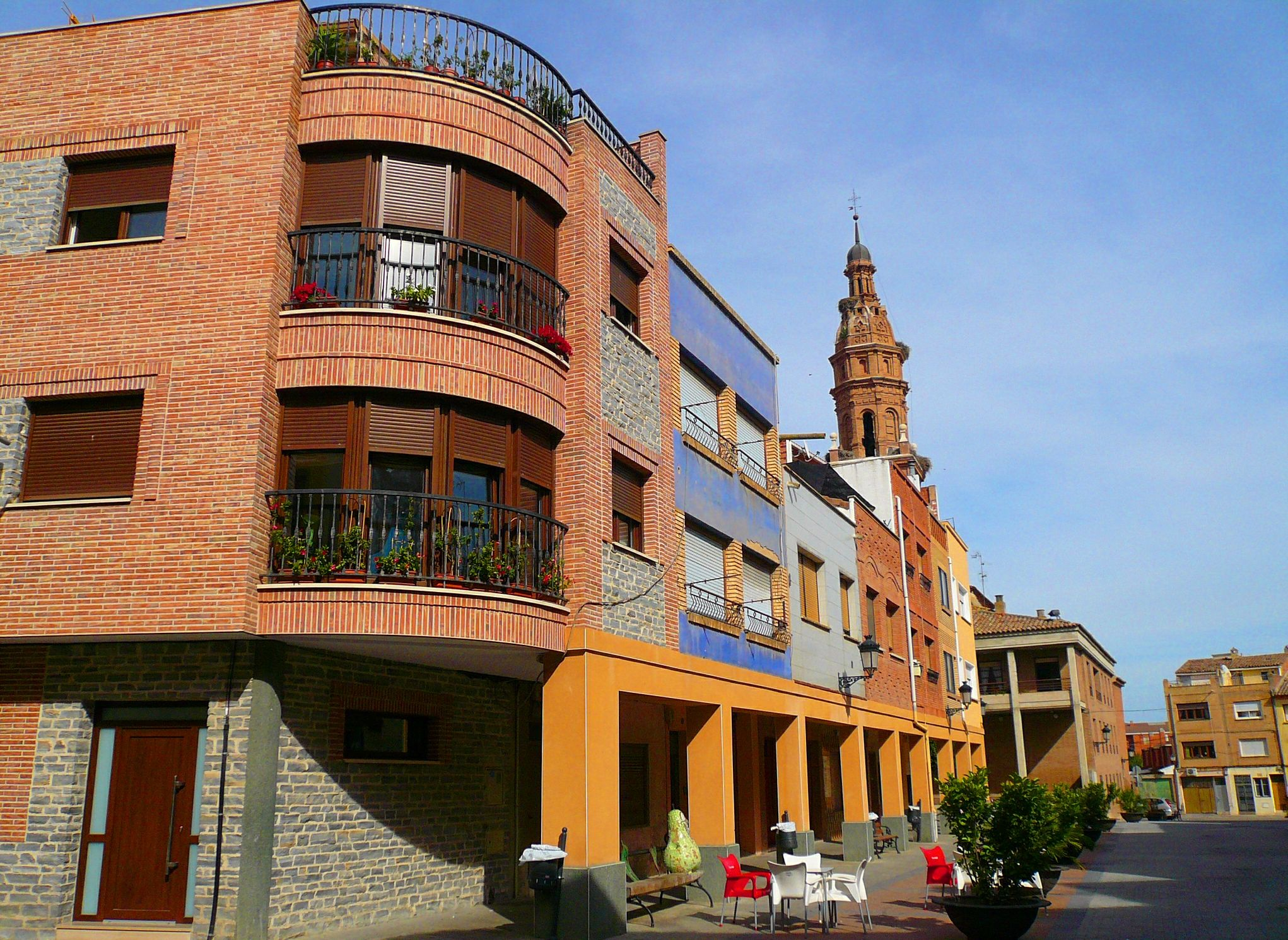
Aspecto del centro de la población

En el censo de población de la Corona de Castilla del siglo XVI, aparece Rincón como aldea de Calahorra empadronada con 200 vecinos (1000 almas) y no adquiere la independencia hasta 1670 otorgándosela el rey Carlos II. Así, deja de ser una aldea para ser una villa realenga. En el censo del Catastro de la Ensenada de 1753 la población de Rincón era de 197 vecinos en que incluyen 28 viudas. En el censo de la Provincia de Logroño de 1840 registra una población de 1176 habitantes. 
Fue natural de esta villa Gregorio González que compuso la primera parte de Onofre caballero de Guitón y el mencionado ilustrado y académico de la historia Juan Antonio Llorente que escribió muchas obras, entre ellas la historia crítica de la inquisición que fue publicada en francés.
La parroquia de San Miguel Arcángel dependía de la de San Andrés y Santiago hasta 1805, la cual por orden del rey Carlos IV se erigió en parroquia independiente.

## Geografía
Integrado en la comarca de Rioja Baja, se sitúa a 60 kilómetros de Logroño. El término municipal está atravesado por la Autopista Vasco-Aragonesa (AP-68) y por la carretera nacional N-232, entre los pK 345 y 349, además de por las carreteras autonómicas LR-115, que conecta con Peralta y Aldeanueva de Ebro, y LR-285, que se dirige hacia Corella. 
El municipio se asienta en el Valle del Ebro, en una superficie prácticamente llana atravesada por el Canal de Lodosa. La altitud oscila entre los 370 metros en el extremo suroccidental y los 270 metros a orillas del Ebro. El pueblo se alza a 285 metros sobre el nivel del mar. 
| Noroeste: Azagra (Navarra)   | Norte: Azagra (Navarra) y Funes (Navarra) | Noreste: Milagro (Navarra)       |
| Oeste: Aldeanueva de Ebro    |                                           | Este: Milagro (Navarra) y Alfaro |
| Suroeste: Aldeanueva de Ebro | Sur: Alfaro                               | Sureste: Alfaro                  |

### Clima
Rincón de Soto tiene un clima mediterráneo continental, con veranos calurosos y sequías frecuentes y prolongadas. Su situación junto al Ebro hace que su territorio sea principalmente llano y esté lleno de huertas con productos típicos que son parte del paisaje. Crecen además, en estos campos, los tamarices, sauces y chopos, la flora característica. El cultivo principal de la localidad es la pera que cuenta con la denominación de origen Rincón de Soto.

### Paisajes
Rincón de Soto cuenta principalmente con tres tipos de paisajes, debido a que en su territorio encontramos desde la orilla del río Ebro hasta el monte más típicamente mediterráneo. Es por esto, que paseando por Rincón te puedes encontrar desde la orilla del Ebro con sus choperas y playas, hasta parajes típicos de la vega del Ebro, con todas sus huertas tanto de verduras como de frutas. Además de estos lugares, y tal y como comentábamos, también hay lugar para el monte mediterráneo donde reinan las cepas de uvas acogidas a la Denominación de Origen Calificada Rioja.

### Localidades cercanas
Rincón de Soto cuenta con varias localidades cercanas con atractivos turísticos, tales como Calahorra, Cervera del Río Alhama, Enciso, Arnedillo, etc.

## Demografía
Cuenta con una población de 4024 habitantes (INE 2024).
| Gráfica de evolución demográfica de Rincón de Soto entre 1842 y 2021                                                  |
| |
| Población de derecho según los censos de población del INE. Población de hecho según los censos de población del INE. |

## Cultura

### Patrimonio

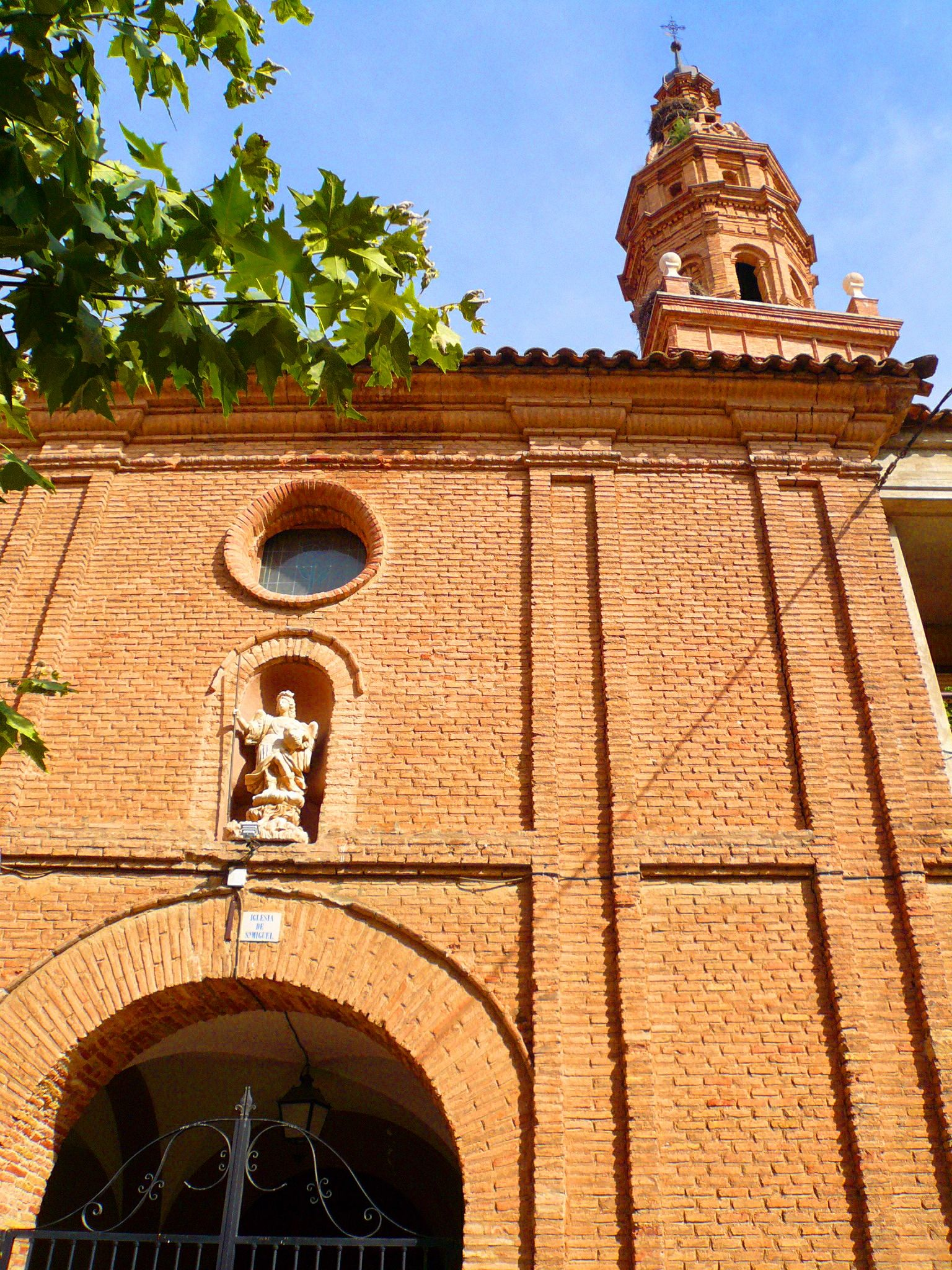
Iglesia de San Miguel Arcángel

El casco antiguo tiene forma trapezoidal y sus calles principales más antiguas son las del Pozo, Trinitarios, Iglesia y Primicias, todas ellas circundantes a la parroquia de San Miguel Arcángel. Las casas están construidas con ladrillo y tapial, a veces revocado. 
En la ya referida calle Trinitarios nos encontramos con un edificio de tres plantas, con escudo correspondiente a los últimos años del siglo XVI. La casa de enfrente es también de tres plantas y galería corrida de arcos de medio punto. 
En esta misma calle hay otros edificios y monumentos de interés artístico.
Calle Primicias (denominada popularmente en la villa como calle de las flores), también en el casco antiguo. Nos quedamos con un caserón de tres plantas, con portada de medio punto, escudo sobre ella y otro en esquinazo. La construcción corresponde al siglo XVII. Más adelante encontraremos una fachada, en parte, con vanos adintelados, frisos y cornisas de alero de esquinillas.
En la calle de la Iglesia, veremos en su trazado y desplazamiento, escudos de los siglos siglo XVII y siglo XVIII, plantas rehechas, portadas dobles de medio punto y otros elementos decorativos de interés histórico y artístico.
La iglesia de San Miguel Arcángel es, sin duda, el monumento de mayor importancia en la villa. 
Su construcción es de ladrillo. Consta de una nave de varios tramos, crucero y cabecera ochavada de cinco paños, con arcos de medio punto, estribos y ménsulas, soportando crucerías estrelladas con combados curvos. Al lado norte se abren otras dos capillas, una en el último tramo (baptisterio) cubierta con lunetos decorados al intradós, y otra, en el primero, con crucería de terceletes sin cruceros. Al lado sur, se abren otras dos capillas, una prolongando el brazo del crucero del Cristo, con dos tramos, uno con cúpula sobre pechinas y el otro más bajo y estrecho, con lunetos; la otra en el primer tramo con cinco cuerpos, las tres inferiores de planta cuadrada, con friso de rombos en el primero y arcos de medio punto en el segundo, los superiores octogonales, con huecos de medio punto y decoración de placas, rematados en cúpula con linterna, todo de ladrillo. Sacristía al sur de cabecera, con cúpula sobre pechinas. Decoración de rombos en los brazos del crucero al exterior.
Es un edificio de la primera mitad del siglo XVI, iniciado hacia 1510 y terminado hacia 1560. Trabajaron en su construcción, los hermanos Juan, Pedro y Domingo de Arizábal. Los cuerpos segundo y tercero de la torre son de la segunda mitad del siglo XVI. El resto es barroco de los siglos siglo XVII y siglo XVIII. La Capilla del Cristo se construye por Juan de Alfaro y Domingo Usabiaga, entre 1651 y 1657.

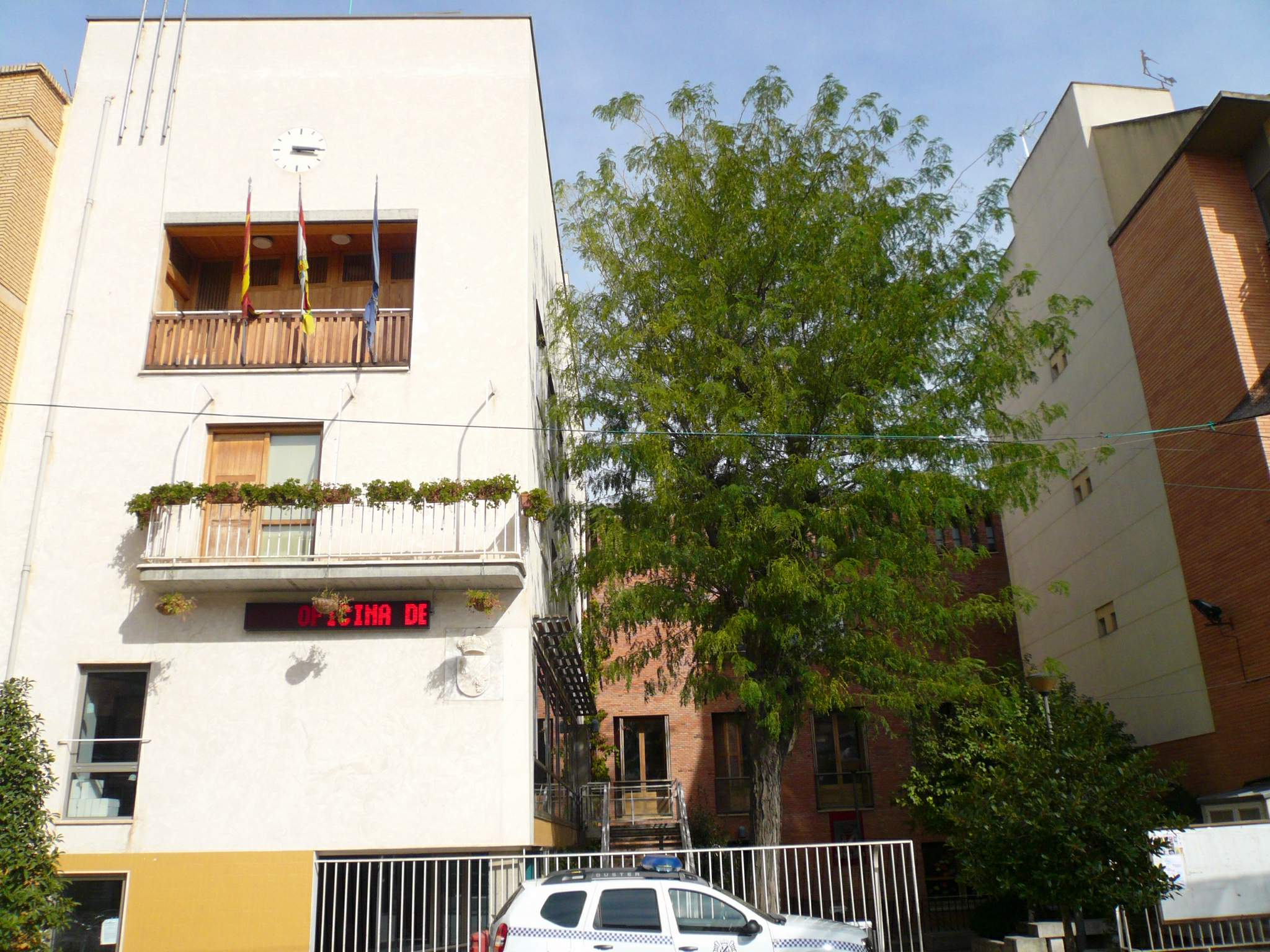
Ayuntamiento de Rincón de Soto

En el baptisterio, la pila bautismal en copa tiene un pequeño retablo, con imágenes de la Anunciación. En el presbiterio, nos encontramos con el retablo mayor de banco, dos cuerpos y ático en tres calles, con columnas corintias de tercio inferior. En la imaginería se aprecia la Adoración de los Pastores, la Parturienta de Mont-Saint-Michel con San Gregorio, Victoria de los Ángeles y fondo de Calvario, imágenes de San Miguel titular, Crucifijo y Padre Eterno, decoración de ángeles y rocalla de fines del siglo XVIII.
En el lado epistolar, sobresale la imagen moderna de la Virgen del Carmen, San Roque, pieza barroca esculpida a finales del siglo XVII, San Sebastián, también barroco y San Pedro de 1660. En la capilla del Cristo hay un retablo rococó con la imagen de San Antonio de Padua.
En la sacristía de la parroquia hay un lienzo de la Asunción del pintor flamenco Juan Bautista de Wael, otro barroco con una imagen de la Virgen, una pieza manierista de Cristo, otra más de San José con el Niño y una cajonería de cuerpos de tres cajones, romanista del año 1600.
También esta la imagen de San Miguel, manierista de mediados del siglo XVI, un relicario en templete con relieve de Cristo a la columna, romanista de hacia 1580, quizá del retablo mayor, lienzo de la Virgen con Niño, clasicista de la primera mitad del siglo XVII.

### Fiestas patronales
Las fiestas patronales se celebran en honor de la Virgen de Carravieso del 1 al 7 de agosto. 
También celebran fiestas en honor a San Miguel el 29 de septiembre y la Semana Santa rinconera.

### Otras fiestas
El mediodía del día 16 de enero marca el comienzo de la fiesta con el encendido de la hoguera de San Antón. La hoguera se organiza en casa de un cofrade que, ayudado por el resto de cofrades, se encarga de repartir patatas asadas en la Hoguera de San Antón a todos los vecinos que hasta allí se acercan. Durante toda la tarde y noche del día 16 se cuida la hoguera y en la madrugada sale la Aurora, en la que los cofrades acompañados por un grupo de cantores cantan por las calles anunciando la mañana del día de San Antón. En la fecha del 17, se celebra la tradicional misa y procesión para posteriormente pasar a realizarse la bendición de los animales.
San Blas. También conocido como el día de los Roscos, debido a que en este día es tradicional ir a bendecir los Roscos a la iglesia para posteriormente ir a comerlos a la orilla del Río Ebro.

### Fiestas de Los Toros
Desde tiempo inmemorial, Rincón de Soto cuenta con una honda tradición torera y torista. En su vega existían varios sotos donde pacían manadas de reses bravas.
Antiguamente la plaza se construía a base de maderas, ancladas en tijeras empotradas en tierra. Para autoridades y música se elevaban sendas plataformas sobre postes —una frente a otra—. El ruedo se circundaba con carros, donde se acomodaba los vecinos y se instalaba burladeros particulares en los que se colocaban las cuadrillas de aficionados para citar y recortar a las vacas bravas.
Todo esto hace que Rincón de Soto sea un municipio eminentemente taurino, y es de los pocos pueblos de La Rioja en el que se permiten sacar al recorrido de los encierros toros de más de tres años sin embolar. Aparte de los encierros, también se celebran en el municipio corridas de novillos en la que participan novilleros y rejoneadores de gran nivel.
Conocida la gran afición de sus gentes por los encierros de reses bravas, en Rincón de Soto se está en una continua mejora de los actos con la idea de seguir innovando en los espectáculos. Rincón de Soto cuenta como plato fuerte de sus festejos taurinos el famoso "Toro de San Miguel", que acerca hasta la localidad la no despreciable cifra de 8000 visitantes en la tarde en que se celebra. Otra de las actividades que atrae a gran cantidad de visitantes son los concursos de bravura de ganaderías que se celebran en la Feria de Ganados.
Además de estos actos, son de gran importancia el encierro de toros que se celebra la mañana del primer domingo de agosto a las ocho de la mañana y el concurso de cortes de toros en puntas. La programación taurina rinconera se completa con las tradicionales capeas y encierros de reses bravas.

### Gastronomía

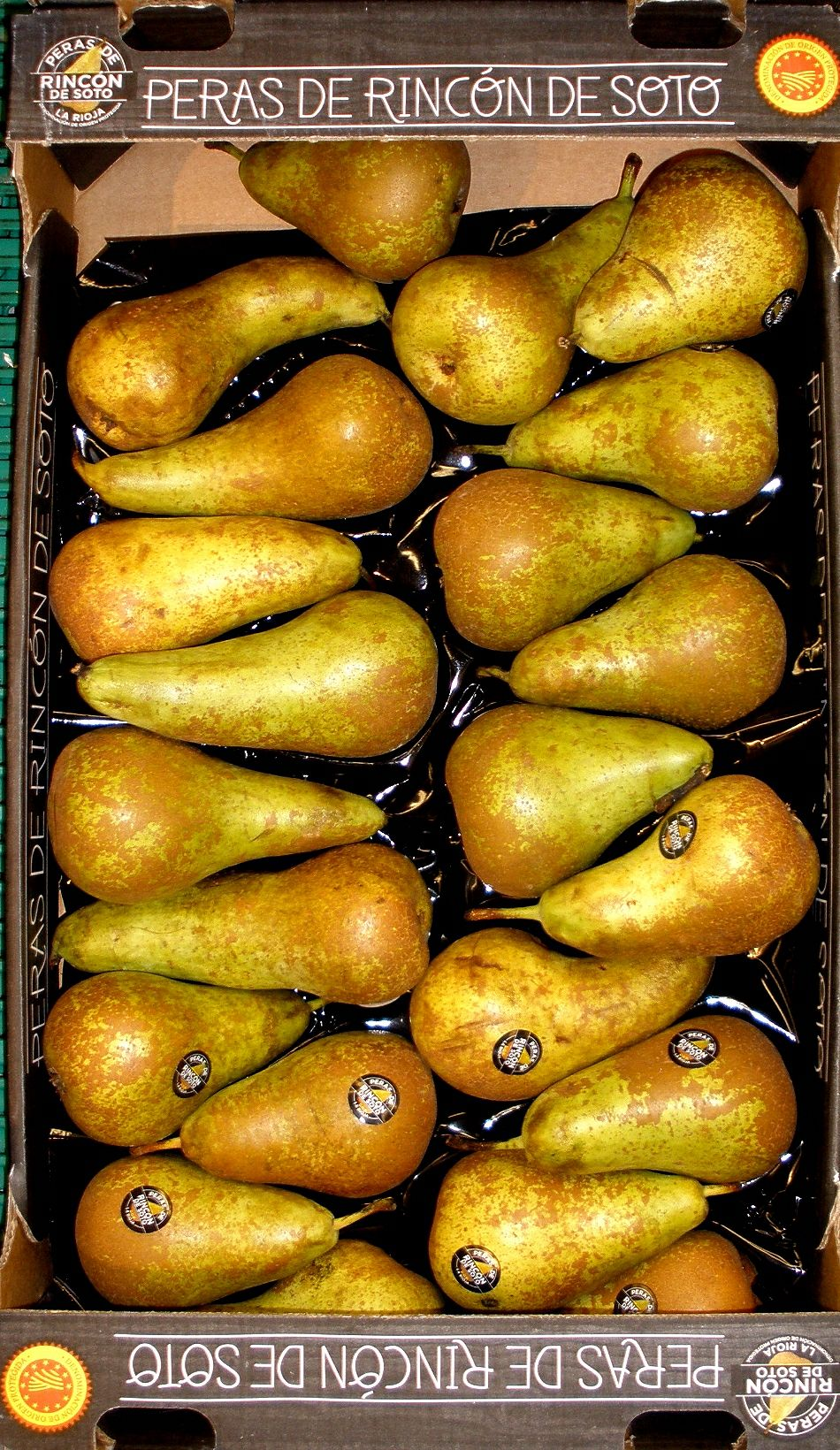
Peras de Rincón de Soto

Las fiestas de la localidad están íntimamente ligadas a la buena mesa. Cada fiesta tiene su postre característico y los vinos de la Rioja Baja, acompañan a cada uno de los primeros platos y carnes.
Las carnes y verduras, incluyendo la caza y por supuesto la repostería son fundamentales en la cocina rinconera y riojana.
Se basa la gran mayoría de su cocina en los productos de la huerta; menestra de verduras frescas, tiernas y altamente nutritivas; borrajas, alcachofas, cardos, acelgas, guisantes, puerros, pepinos y otros más. En la especialidad de legumbre, las pochas sobre todo o caparrones, son también un manjar delicioso. En la ribera riojana, en Rincón de Soto, las carnes van habitualmente acompañadas de salsas selectas elaboradas con esos productos de la huerta que hemos citado y, con otros muchos de la tierra que omitimos.
Los pimientos de la ribera del Ebro y, por tanto de Rincón de Soto, se consideran como los deliciosos del País. Dentro del apartado de carnes, nos vemos obligados a citar los callos a la riojana, el picadillo de lomo, con que se hace el chorizo y que se degusta también, antes de ser embutido, los embuchados de cordero, asadurilla, sangrecilla, cabecillas, sesos, riñones, todo perfectamente condimentado con las hortalizas de las singulares huertas de Rincón. Los caracoles son también una provocación sobre todo cuando se recogen en los parajes que los agricultores de esta parte de La Rioja conocen de sobra. También es típico el champiñón y las setas.
En cuanto a los postres, las torrijas y los roscos de San Blas, bendecidas.
También las conservas: el melocotón y la pera en almíbar, el vino con melocotón, las mermeladas de fresas y ciruelas. Todo ello, como vemos, derivado de la huerta de Rincón de Soto.

#### Pera
Las peras acogidas a la denominación de origen son frutos de las especie Pyrus communis L, procedentes de las variedades Blanquilla y Conferencia, de las categorías Extra e I, destinadas a ser consumidos en fresco.
La pera producida en la Zona Geográfica Protegida es más grande, de forma más alargada, más dulce, algo más dura y con piel más verdosa que otras producidas en zonas limítrofes, adquiriendo mayor valor en el mercado.
Zona geográfica
La zona geográfica delimitada está compuesta por cuatro municipios de la comarca de Rioja Baja: Aldeanueva de Ebro, Alfaro, Calahorra y Rincón de Soto, siendo este último el que da nombre a la Denominación.
La zona de producción coincide con la de conservación, acondicionamiento y envasado.

### Asociacionismo
Varias son las actividades deportivas, de ocio y lúdicas que se practican en el municipio, paseos en bicicleta por el Ebro, fútbol, baloncesto o fútbol sala, entre muchos otros. Además de esto, la gran navegabilidad del Río Ebro en su curso medio permite que oriundos de la zona realicen trayectos en piragua o kayak durante la mayor parte del año. Rincón de Soto cuenta, como otros pueblos de la zona, con varias instalaciones deportivas. Como apunte, el campo de fútbol donde juega el equipo local, el Club Atlético River Ebro, lleva el nombre del patrón de la localidad, San Miguel.
Asociaciones deportivas:
- Club Atlético River Ebro
- Sociedad de cazadores Rinconera
- Asociación de remo Ontanillas
- Asociación de esquí, Rincón esquía
- Motoclub Rincón
- Asociación deportiva de fútbol sala Melero

### Rutas
Debido a su cercanía al Río Ebro, Rincón de Soto cuenta con rutas por sus orillas de gran belleza tanto por sus parajes como por la gran cantidad de aves y animales que te puedes encontrar. Toda la orilla riojana del río Ebro a su paso por Rincón de Soto está bordeada por un camino por encima del masón que sirve como muralla de contención para posibles crecidas. Es por este camino por donde mejor se puede caminar y contemplar la singular belleza de estos parajes.